# 英国映画テレビ芸術アカデミー
英国映画テレビ芸術アカデミー（えいこくえいがテレビげいじゅつアカデミー、英: British Academy of Film and Television Arts, BAFTA）は1958年に設立された。現在の名称になったのは1976年からで、旧称は映画テレビ芸術協会（The Society of Film and Television Arts）。その前身は1946年にイギリス国内の映画プロデューサーや映画監督が集まって創設された英国映画アカデミー（The British Film Academy）である。
2005年1月現在、会員数は約6,500名を擁し、約5,000名は英国内に、また約1,500名は米国内に居住している。会員は、米国のアカデミー賞とはやや性格が異なり、子供向け映像作品やゲームなどの分野にも広がっている。

## 主催行事
- 英国アカデミー賞 - アメリカアカデミー賞の前哨戦と呼ばれている[3][4][5]
- 英国アカデミー賞テレビ部門
- 英国アカデミー賞ゲーム部門